# George Souders
George Souders (ur. 11 września 1900 roku w Lafayette, zm. 26 lipca 1976 roku w Indianapolis) – amerykański kierowca wyścigowy.

## Kariera
W swojej karierze Souders startował głównie w Stanach Zjednoczonych w mistrzostwach AAA Championship Car oraz towarzyszącym mistrzostwom słynnym wyścigu Indianapolis 500, będącym w latach 1923-1930 jednym z wyścigów Grandes Épreuves. W pierwszy sezonie startów, w 1927 roku odniósł zwycięstwo w wyścigu Indianapolis 500. Z dorobkiem tysiąca punktów uplasował się na trzeciej pozycji w klasyfikacji generalnej. Rok później w Indy 500 stanął na najniższym stopniu podium. W mistrzostwach AAA uzbierał łącznie 270 punktów. Dało mu to czwarte miejsce w końcowej klasyfikacji kierowców.